# Automóvil de turbina

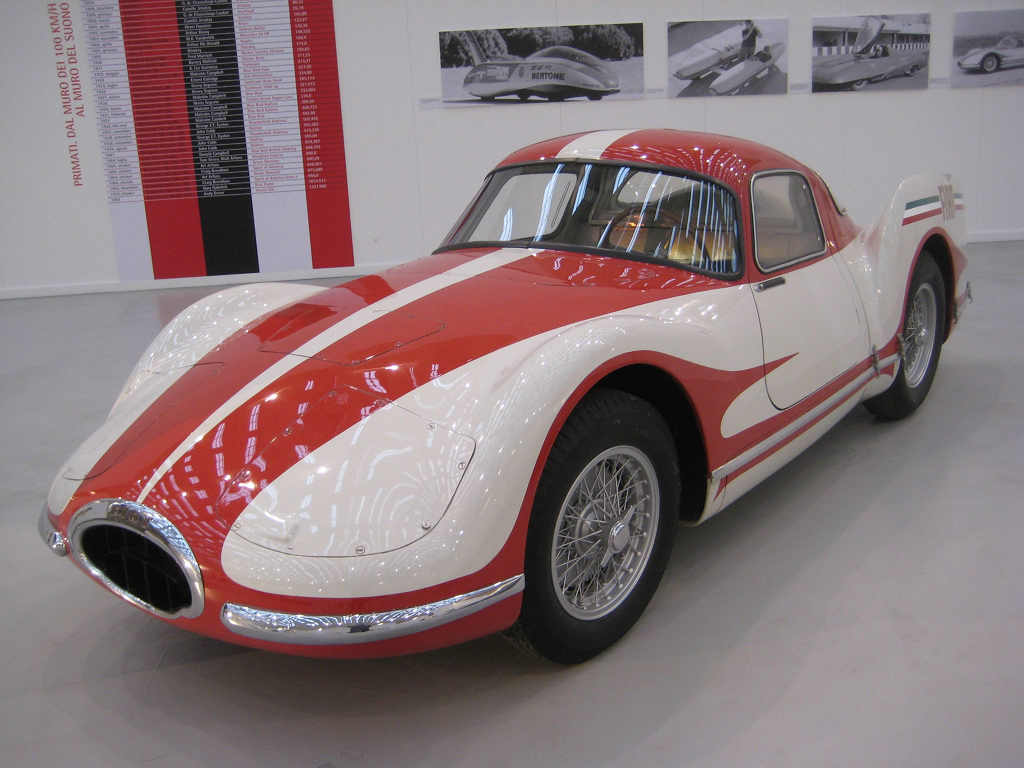
Fiat Turbina

Un automóvil de turbina se caracteriza por estar propulsado por una turbina de gas. Dado que el árbol primario de salida de una turbina de gas gira a un número de rpm muy elevado, las unidades aplicadas a un automóvil necesitan un sistema reductor que permita su aplicación a la transmisión de un automóvil.

## Introducción

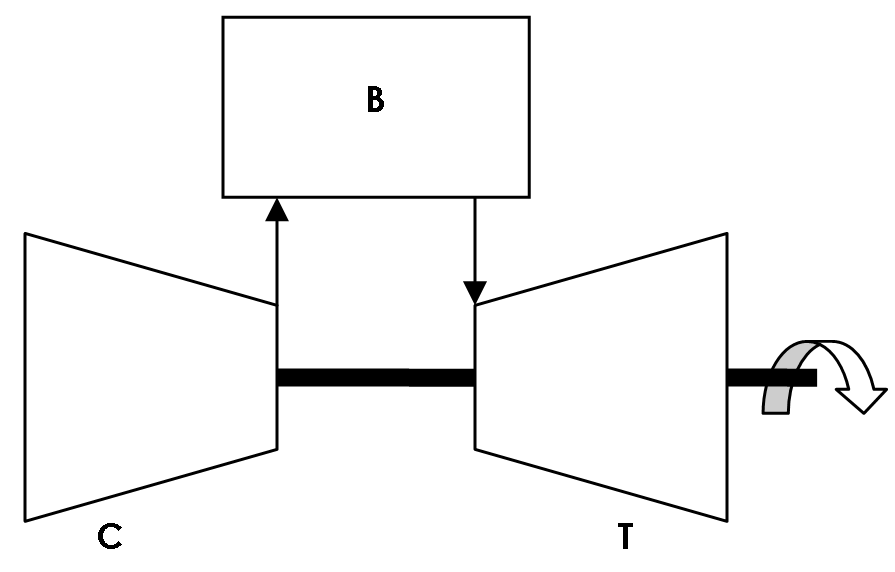
Figura 1. Esquema general de una turbina de gas. En general, se trata de un eje montado con compresor C y turbina T, al cual se intercala una cámara de combustión B

Las turbinas de gas aplicadas a los vehículos automóviles constan de varias partes (véase la figura 1) que hay que identificar antes de entrar en detalles.
- Según la figura 1, el conjunto C representa el compresor, que aspira y comprime una cierta cantidad de aire atmosférico. La potencia necesaria la proporciona un árbol o eje, “el árbol del compresor”, movido por una turbina situada a la salida de la cámara de combustión.
- A la salida del compresor, el aire comprimido entra en la cámara de combustión B. Allí se añade combustible (con un sistema de inyección adecuado) y se produce la combustión del mismo. Los gases calientes resultado de la combustión salen de la cámara de combustión por un pasaje expresamente diseñado al efecto.
- Los gases calientes mencionados mueven la turbina del compresor (unida al compresor mediante el árbol del compresor) y van a parar a la salida de la turbina (T).
  - La turbina motriz puede coincidir con la turbina del compresor. En este caso solo hay un árbol motriz y de compresor.
  - Es frecuente que haya dos árboles separados, movidos por dos turbinas: el árbol de compresor (movido por la turbina de compresor) y el árbol motriz (movido por la turbina motriz).
  - El árbol motriz está representado por un segmento de línea negra horizontal a la derecha de la turbina con una flecha que indica la rotación.

### Detalles interesantes
- A la entrada del compresor hay una abertura física que controla el caudal de aire y lo limita si es demasiado pequeño. La sección de paso es una superficie (que se puede medir en cm²). Este parámetro ha sido aprovechado en los reglamentos de competición porque permite limitar la potencia de una turbina determinada.[1]
- Cuanto más alta es la relación de compresión y la temperatura de los gases a la salida de la cámara de combustión, mejor es el rendimiento de la turbina.[2]
  - En la práctica, existe un problema de los materiales relacionados con las turbinas,[3] por lo que hay que limitar la temperatura de los gases. Generalmente se consigue usando un exceso de aire (lo que reduce la temperatura de los gases, aunque a costa de rebajar el rendimiento de la turbina).
- Es posible mejorar el rendimiento empleando un intercambiador que calienta el aire comprimido (a la salida del compresor) con los gases de escape.[4]

### Resumen general
Las turbinas de gas tienen un consumo específico al freno más alto que los motores de pistón. Este es el motivo principal que dificulta su aplicación a los automóviles.

## Historia

### 1948. Rover P4 Turbine
En enero de 1940 se produjo la primera reunión entre Sir Frank Whittle (uno de los inventores del motor de reacción y directivo de la compañía Power Jet) y Maurice Wilks (ingeniero jefe de la firma BRM), con el objetivo de colaborar en un automóvil con motor de turbina. Después de muchos años de pruebas y de trabajos conjuntos con Rolls-Royce, a principios de 1947 Rover finalizó satisfactoriamente las pruebas de un motor de turbina adaptado al automóvil.
Se trataba de un motor de 100 CV de potencia a 55.000 rpm. Contaba con un compresor centrífugo (movido por una turbina) que enviaba el aire a dos cámaras de combustión. Una vez iniciada la combustión, casi cualquier combustible que se inyectara se quemaba sin problemas (gasolina, diésel, parafina,...). Su consumo era excesivo, y era evidente que habría que añadir un intercambiador para mejorar su rendimiento. Un aspecto interesante era que la versión mejorada del motor (con 230 CV) tenía un régimen de funcionamiento que variaba entre las 7000 rpm del ralentí hasta las 55.000 rpm a la velocidad máxima. Hacía falta un motor auxiliar para poner en marcha la turbina pero, una vez en marcha, no necesitaba de ninguna caja de cambios, ni de embrague. La turbina actuaba como un enorme convertidor de par integrado en el conjunto.

### 1949-1950. Rover JET1
El Rover JET1 era un automóvil propulsado por una turbina de gas construido originalmente en Solihull en 1949/1950 por Rover y modificado a un estilo más aerodinámico en 1952. Logró el récord mundial de velocidad para un automóvil propulsado por una turbina de gas en 1952, con una velocidad de 152,69 millas por hora (245,731 km/h).
En marzo de 1950, Rover mostró al público el prototipo JET1, el primer automóvil propulsado con un motor de turbina de gas. El JET1 se encuentra actualmente en exhibición en el Museo de Ciencias de Londres.

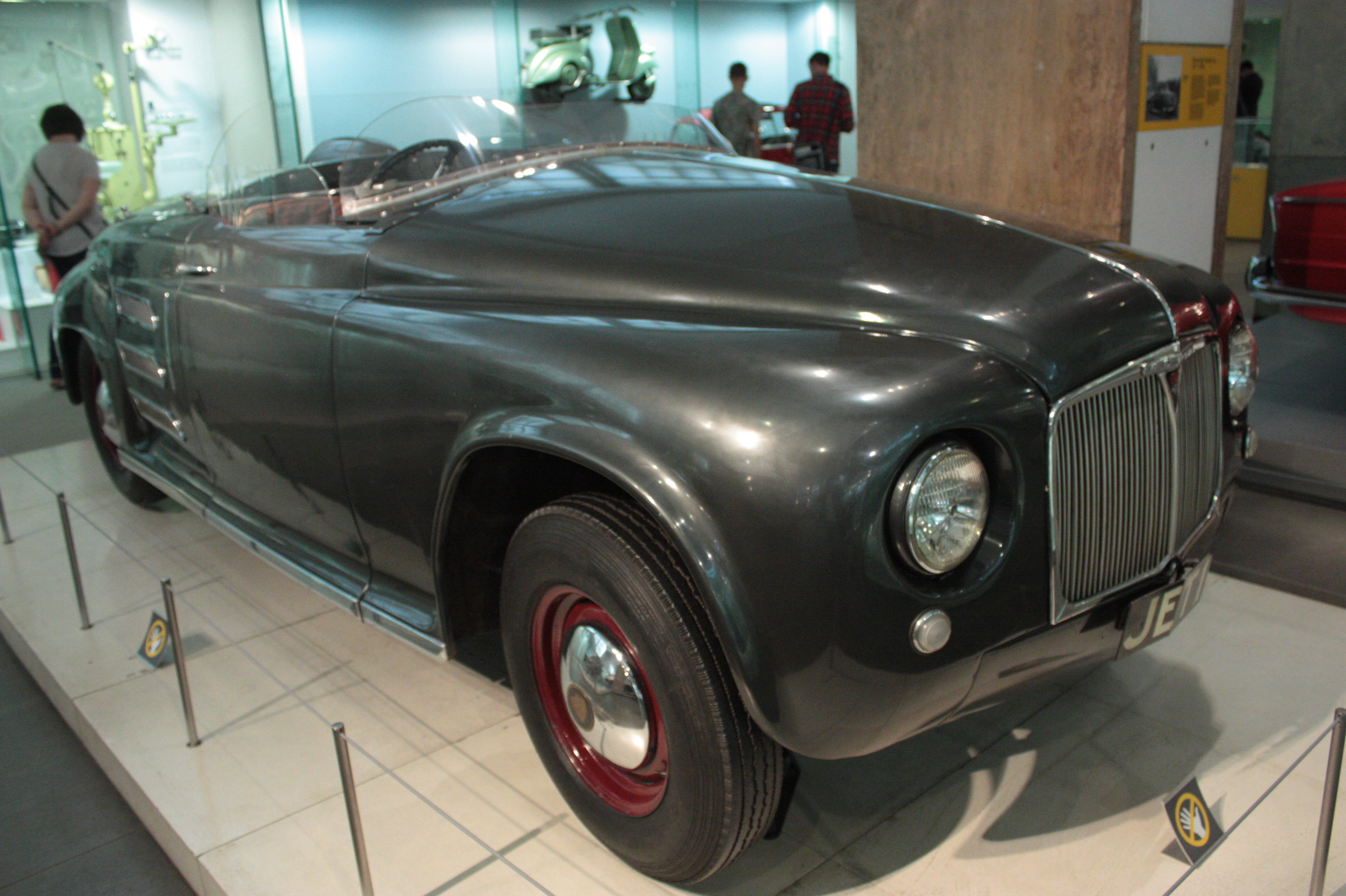
Rover Jet 1
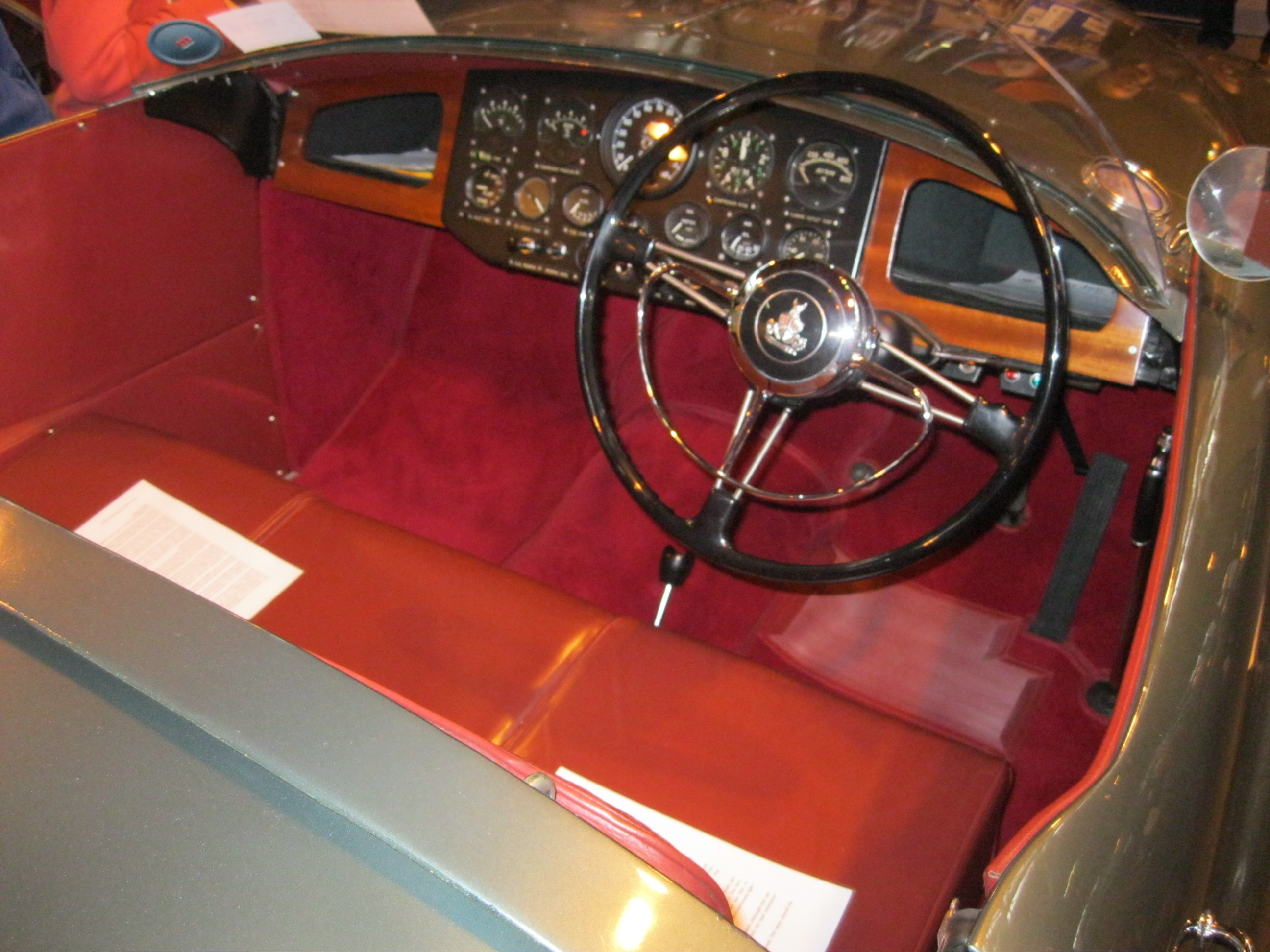
Rover Jet 1.
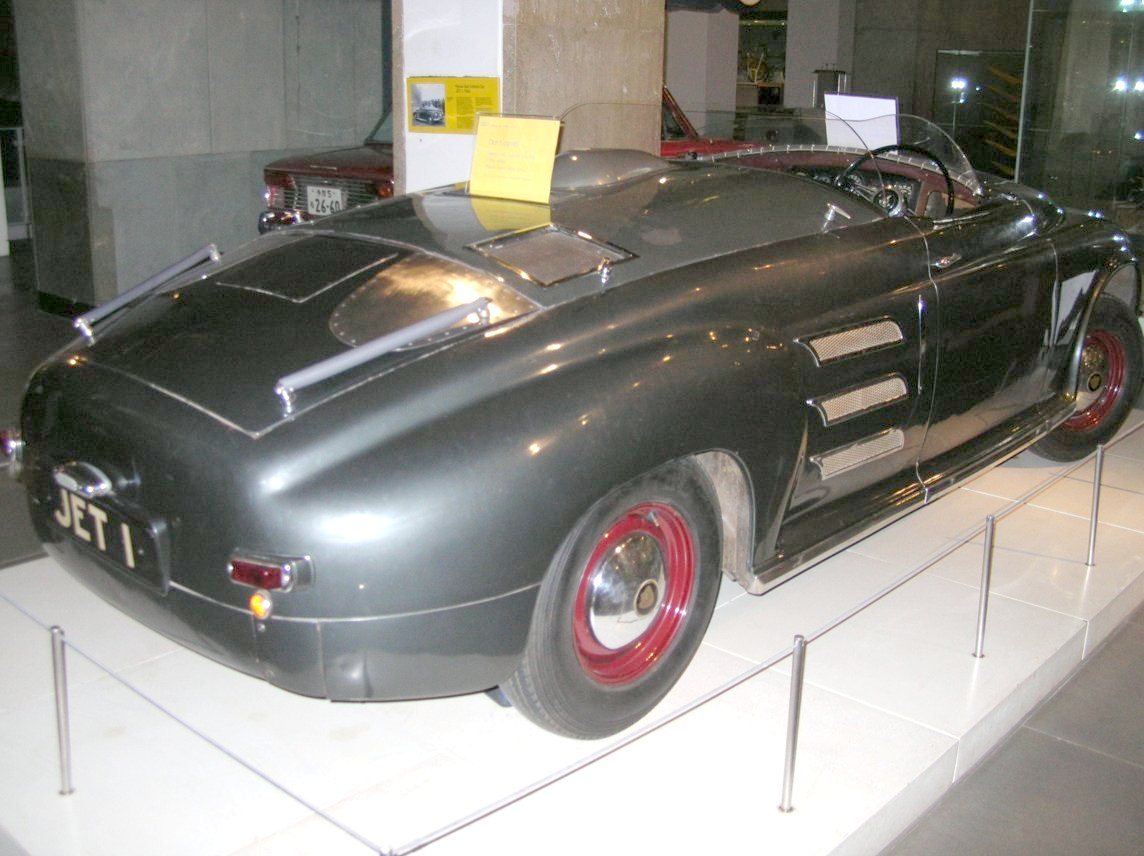
Rover Jet 1

### 1952. Socema-Gregoire

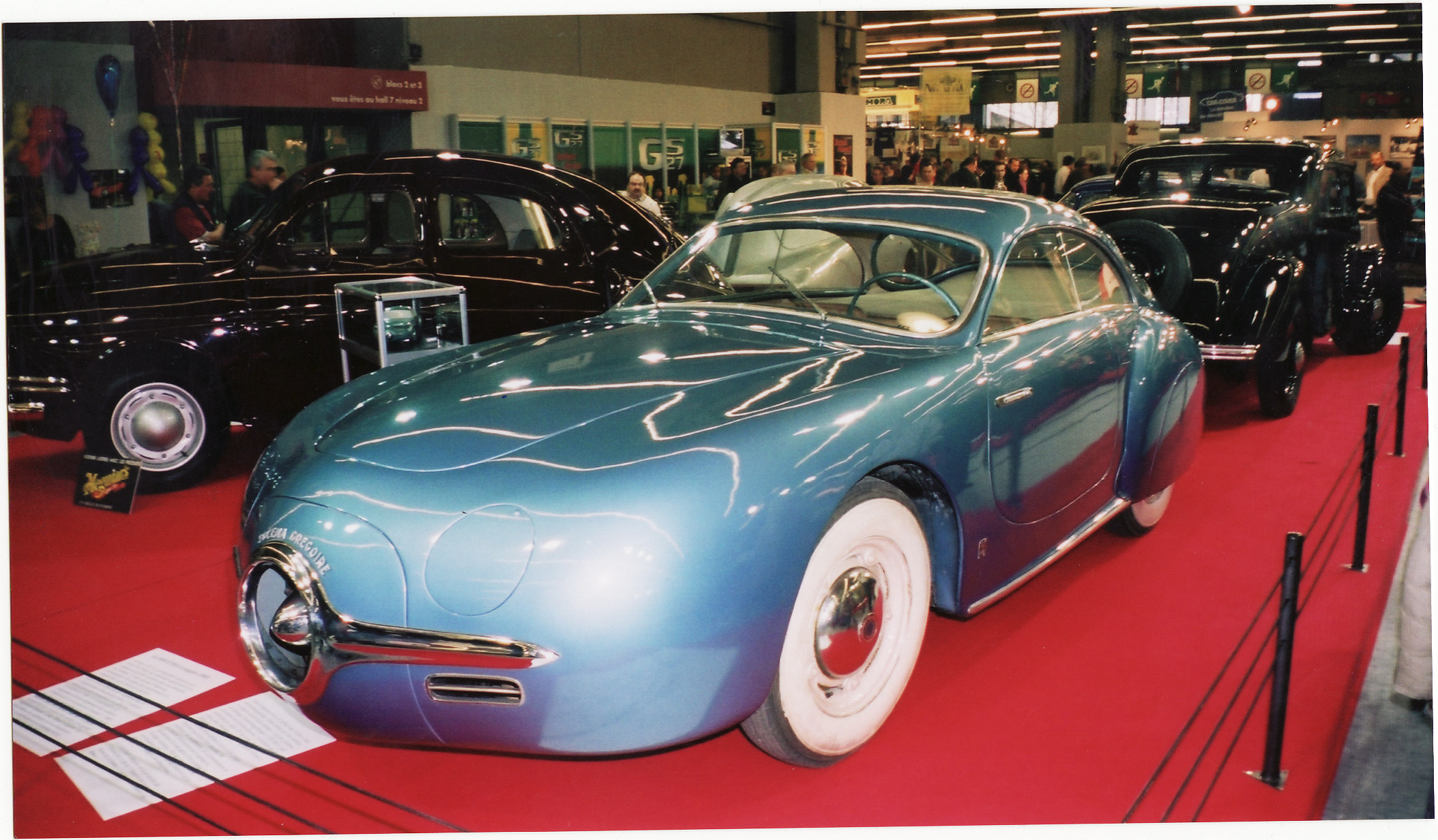
Prototipo Socema-Grégoire con motor de turbina (1952)

La compañía francesa SOCEMA (Société de construction te de équipements mécaniques pour la aviation), fabricante de turbinas de gas para el sector aeronáutico, quería construir un automóvil para batir el récord mundial de velocidad para coches con turbina de gas. Para el motor diseñó una turbina pequeña con una potencia de 100 CV que pesaba 130 kg (modelo TGV 1 Cema Turbo). Se trataba de un turbina que constaba de un turbocompresor centrífugo movido por una turbina de alta presión (45.000 rpm) y de una turbina motriz de baja presión (a unas 23.000 rpm) que accionaba un árbol motor mediante un sistema reductor.
La parte automóvil (chasis y carrocería) fue encargada al ingeniero Jean Albert Grégoire. Sobre un chasis de aluminio colado (Alpax), adaptado del automóvil Hotchkiss-Grégoire, diseñó una carrocería muy aerodinámica y característica revestida de planchas de aluminio.
El proyecto fracasó antes de empezar cuando Rover batió un récord que superaba el máximo previsto para el Socema-Grégoire.

### 1953. General Motors Firebird

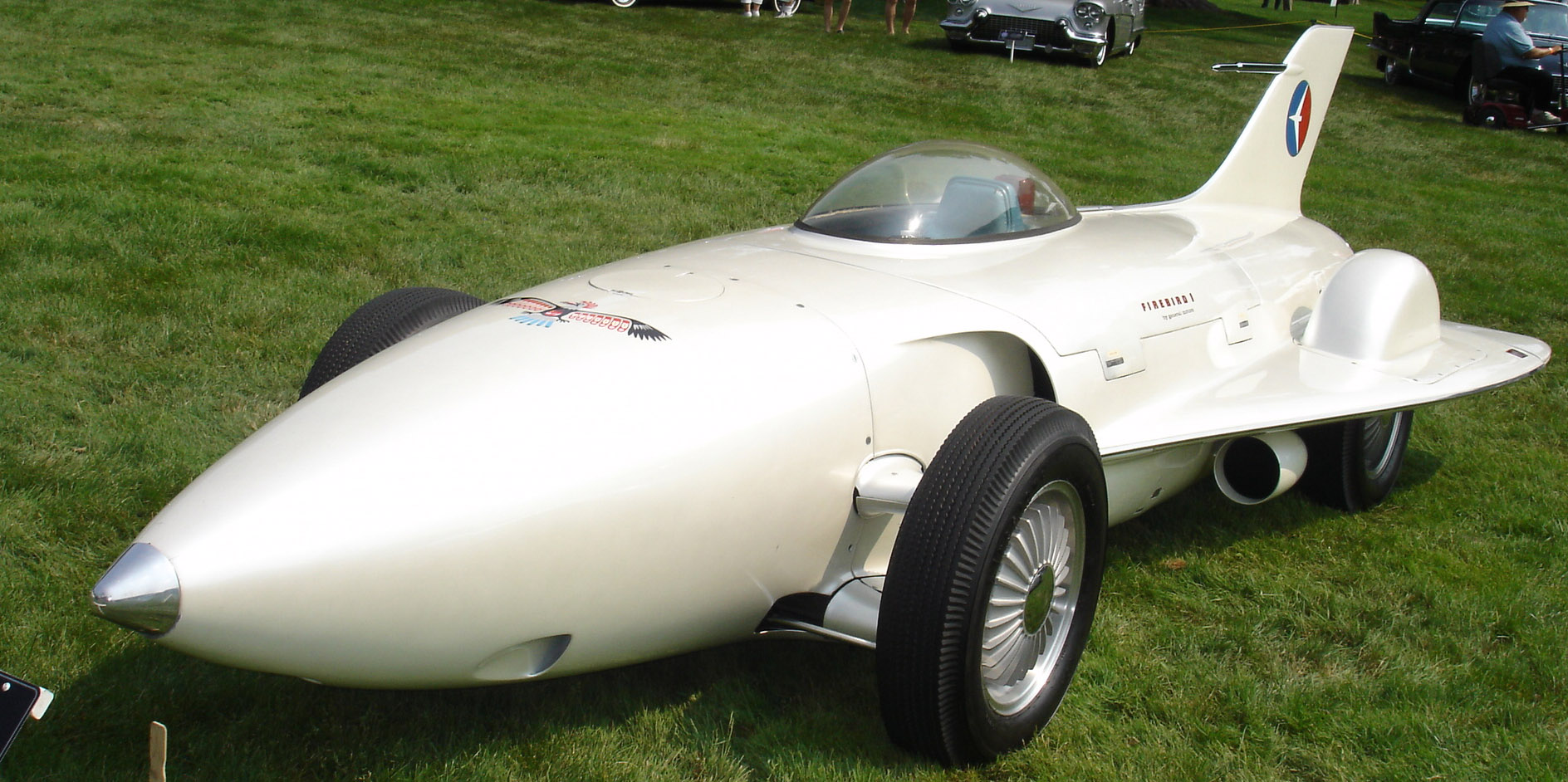
GM Firebird XP-21, también llamado Firebird 1

El prototipo XP-21 Firebird era un monoplaza que se presentó por primera vez en el hotel Waldorf Astoria de Nueva York (General Motors Motorama, 1954). Se trataba de un vehículo de 2500 libras (1134 kg) de peso, de aspecto parecido a un avión, que disponía de una potencia de 370 CV a 13.000 rpm. La caja de cambios era de dos velocidades. La carrocería era de resina reforzada con fibra de vidrio. El depósito de combustible (queroseno), tenía una capacidad de 35 galones americanos (132,5 L) y estaba situado a la parte delantera, en el morro del vehículo (!!).
Las imágenes y las críticas escritas de la época muestran un diseño muy poco práctico. Los frenos de tambor estaban situados en el exterior de las ruedas para un mejor enfriamiento. Con las ruedas delanteras exteriores y no carenades, el conjunto debía de ser muy poco aerodinámico.

### 1954. Plymouth Turbine
El 1954 Chrysler presentó en el hotel Waldorf Astoria un automóvil modelo Plymouth equipado con un motor de turbina. Se trataba de un diseño con intercambiador de calor ("regenerator") que, calentando el aire comprimido con los gases de escape antes de entrar a la cámara de combustión, reducía el consumo de combustible. Su consumo era de 13,5 millas por galón americano (17,4 L/100 km).

### 1954. Fiat Turbina

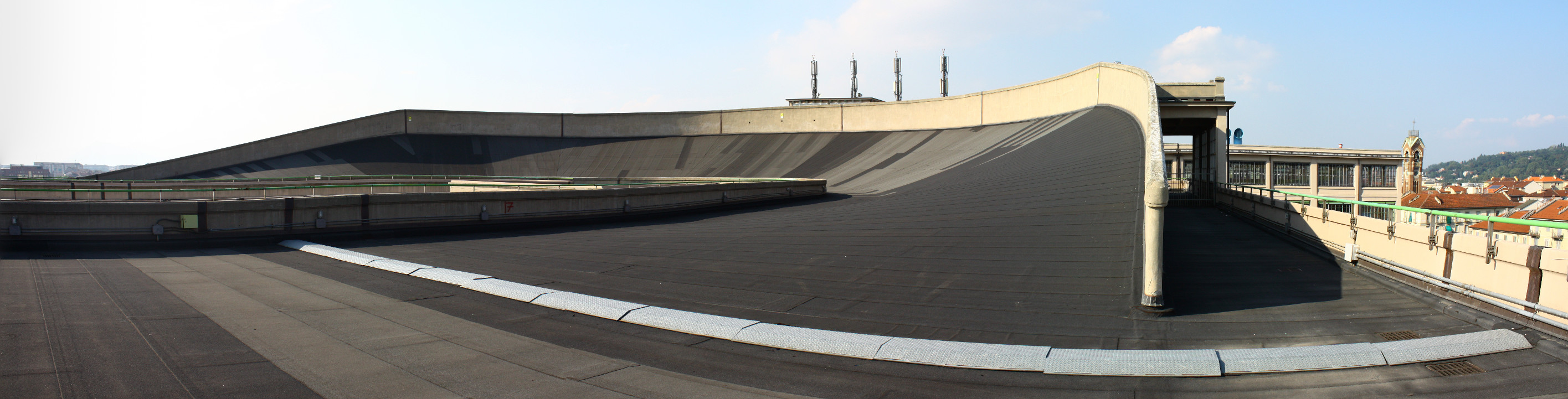
Una parte del circuito de pruebas de la fábrica Lingotto de FIAT en Turín

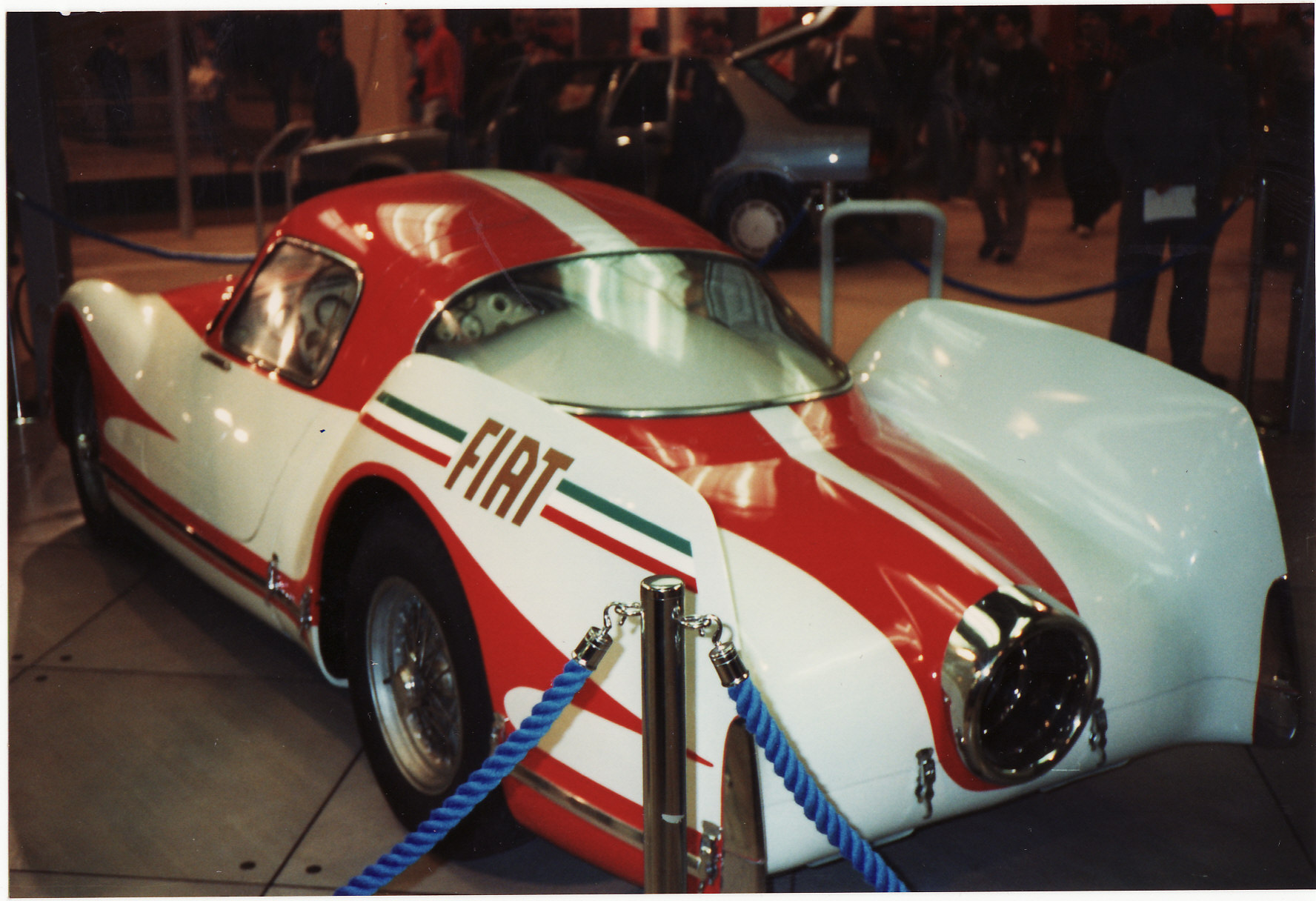
Fiat Turbina

Fiat investigó sobre una turbina aplicada al automóvil desde 1948. En el año 1954 hizo las primeras pruebas de un prototipo en el circuito construido en el techo de la factoría de Lingotto.
La turbina disponía de un compresor de dos etapas y una turbina única. La turbina motriz, separada de la turbina del compresor también era de un eje único. El motor equipaba un sistema reductor desde la turbina hasta el árbol motor de salida. La carrocería y el chasis serían proyectados por el ingeniero Luigi Fabio Rape. La potencia declarada era de 250 CV (220kW) a 22.000 rpm. La velocidad máxima estimada era de unos 250 km/h. El coeficiente aerodinámico de penetración (normalmente indicado por: {\displaystyle \scriptstyle C_{\mathrm {d} }\,}, {\displaystyle \scriptstyle C_{\mathrm {x} }\,} o {\displaystyle \scriptstyle C_{\mathrm {w} }\,}) era de 0,14 , un récord –como más bajo – que duró treinta años.

### 1956. Renault Étoile Filante

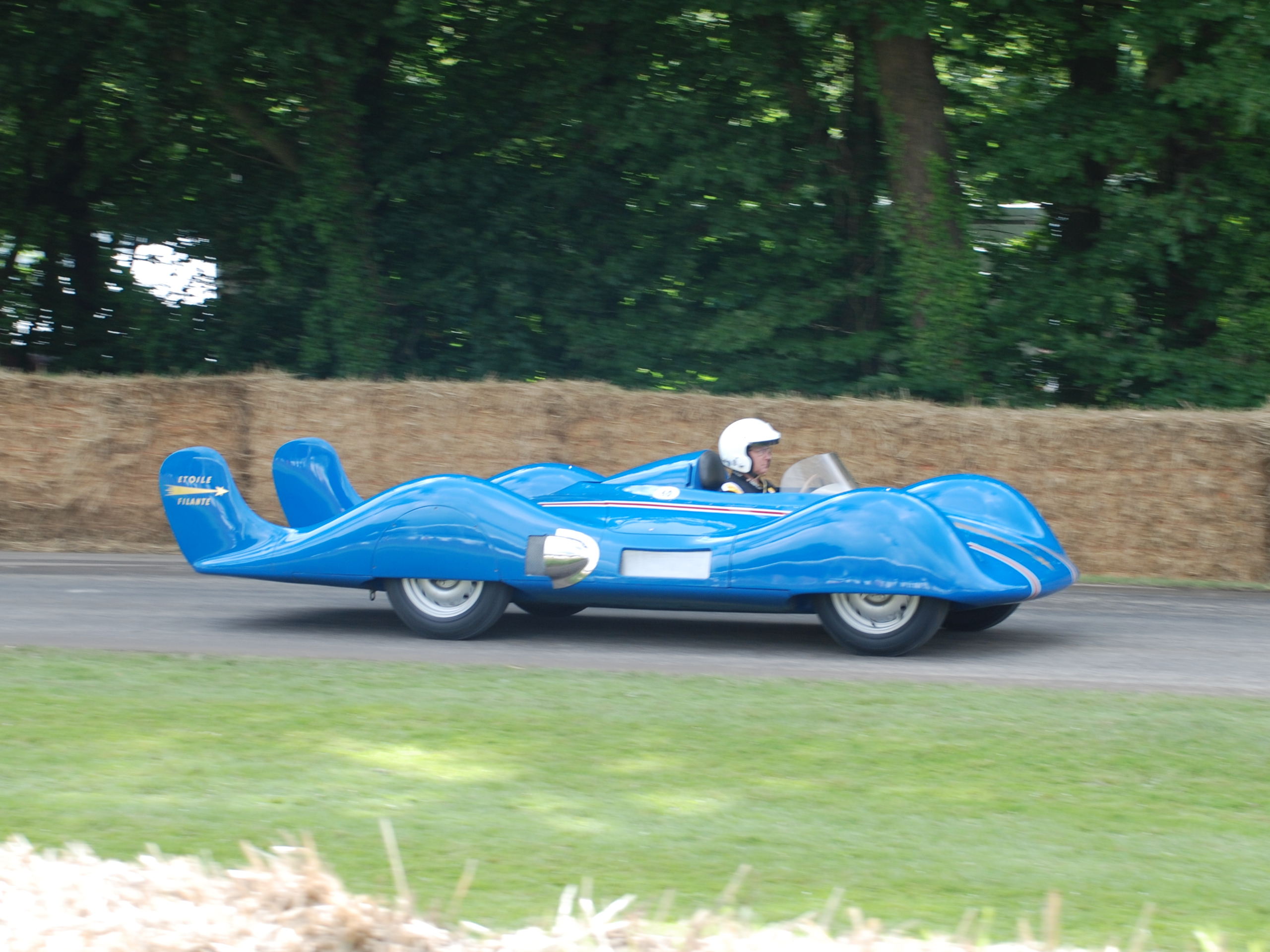
Renault Étoile Filante

Renault experimentó sobre los automóviles de turbina con el modelo Étoile Filante. Este vehículo fue proyectado por el ingeniero Albert Lory (creador de los victoriosos Delage de Gran Premio con motor de 1,5 litros).
Se trataba de un vehículo con chasis tubular, ruedas independientes y frenos de disco Dunlop suspendidos en el interior, separados de las ruedas. El motor era una turbina Turbomeca, modelo Turmo 1, de 270 CV. La carrocería era monoplaza, abierta y sin puertas. Muy aerodinámica y destinada a batir récords.
- En 1956, en el salar de Bonneville en Utah (USA), estableció el récord mundial de velocidad para automóviles impulsados por una turbina, con un registro de 307,8 km/h.

### 1963. Chrysler Turbine Car
Desde los años 50 del siglo XX, Chrysler experimentó con la posibilidad de producir automóviles propulsados por una turbina de gas. En 1963 fabricó 55 unidades de un vehículo normal de calle, con carrocería Ghia (diseñada y fabricada en Italia) y un motor de turbina con regeneración de fabricación Chrysler. La mayoría de unidades (50) se cedieron gratuitamente a personas particulares para probarlas durante un período de tres meses. Unos 200 usuarios tuvieron la posibilidad de utilizar un coche de turbina en su rutina normal diaria e informar de los resultados. El programa fue un éxito a nivel publicitario y demostró la viabilidad de ese modelo de automóvil.

#### La turbina

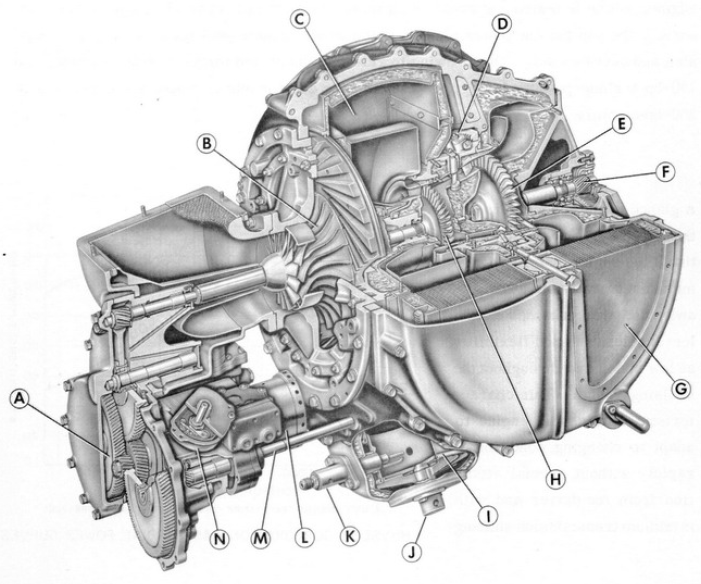
Turbina Chrysler

Se trata de una turbina de gas con dos rodillos de turbina separados: un rodillo acciona el compresor centrífugo y el otro rodillo transmite la potencia a las ruedas motrices pasando por un reductor de engranajes. Una parte importante del calor de los gases de escape se recupera mediante dos discos cerámicos recuperadores.
Según el croquis de la referencia adjunta (no incluido en este artículo), el funcionamiento es el siguiente:
El aire es aspirado pasando por la entrada de aire (A) y es comprimido en el compresor (B). Un difusor envía el aire a la cámara de combustión (E) mezclado con el combustible inyectado por (C) y encendido por la bujía (D). En la cámara de combustión (E) se produce la combustión de la mezcla aire-combustible.
- Los gases salen de la cámara de combustión y accionan el rodillo del compresor, unido por un árbol al compresor (y los accesorios). Luego actúan sobre el carrete de fuerza o motriz, unido por un árbol al sistema reductor de engranajes.
- Los regeneradores (H), dos discos cerámicos que giran lentamente, se calientan con los gases de escape y transmiten el calor al aire comprimido a la salida del compresor.
- Los gases de escape, una vez han pasado por los regeneradores, son expulsados por dos conductos de escape hacia la atmósfera.

#### Temperaturas
- Cámara de combustión: Unos 1700 F (927 C). Una referencia indicaba 1400F (760 C).
- Gases de escape a la salida: Unos 140 F (60 C)[25]

#### Potencia
- 130 CV (97kW), par 576 Nm.[26]
- Ralentí 22.000 rpm. Revoluciones máximas de diseño 44.600 rpm.[27]
- Árbol de salida 3600 rpm.

#### Transmisión
El árbol de salida de la turbina iba conectado a una caja automática Torqueflite (de tres velocidades más reversa) sin convertidor de par. La propia turbina motriz actuaba como convertidor de par.

#### Emisiones
La combustión era muy limpia. En los gases de escape no había monóxido de carbono, partículas de carbón sin quemar ni hidrocarburos. Pero los óxidos de nitrógeno eran un problema difícil de solucionar debido a las altas temperaturas de combustión.

#### Carrocería
Según diseño del ingeniero Elwood Engel, 55 unidades fueron fabricadas manualmente por la empresa Ghia en Italia. El color escogido fue el “Turbine bronce” metalizado, con techo de vinilo negro. Uno de los ejemplares se pintó completamente de blanco y protagonizó la película "Los impetuosos" (Jack Arnold. 1964).

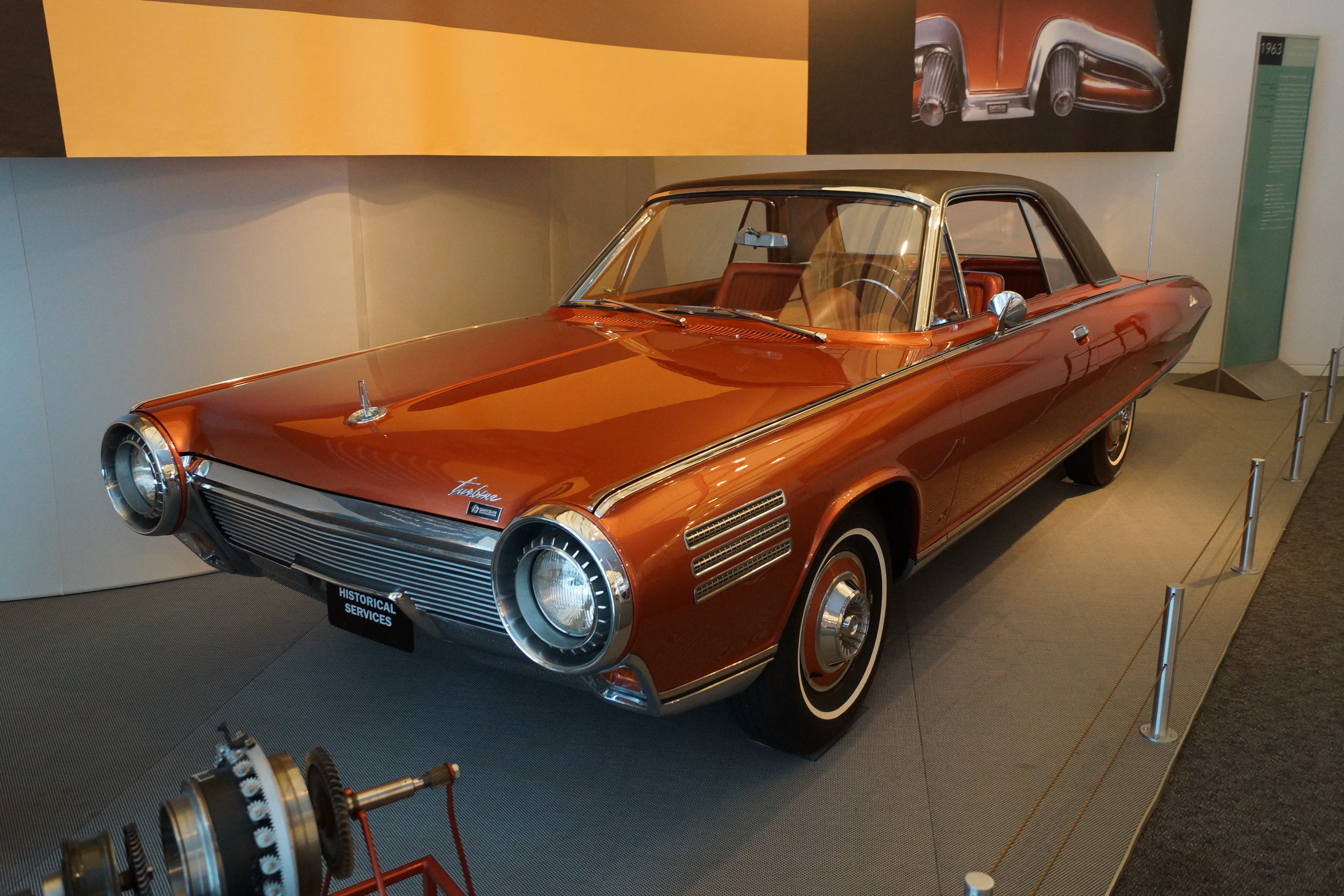
Chrysler Turbine
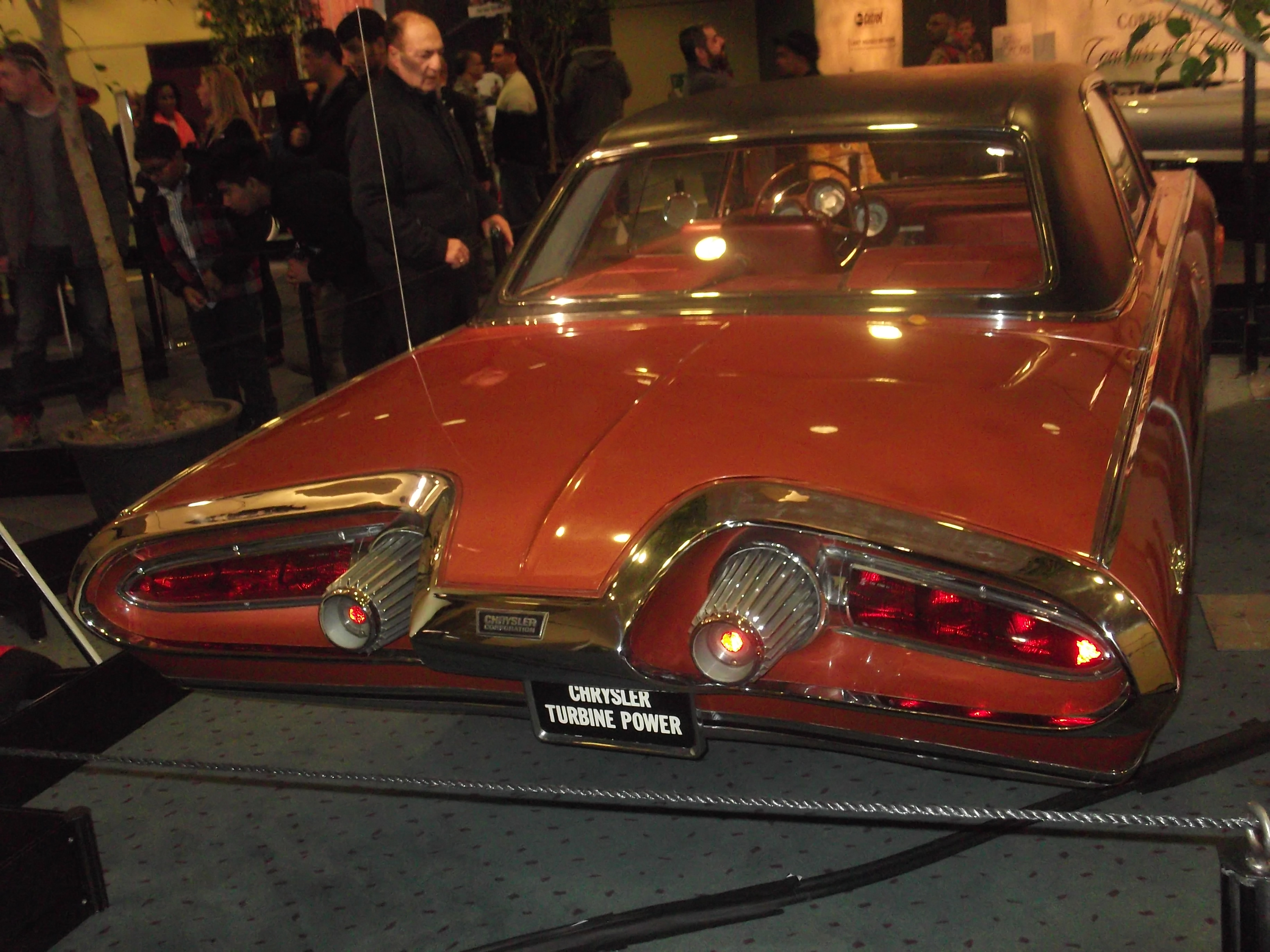
Chrysler Turbine
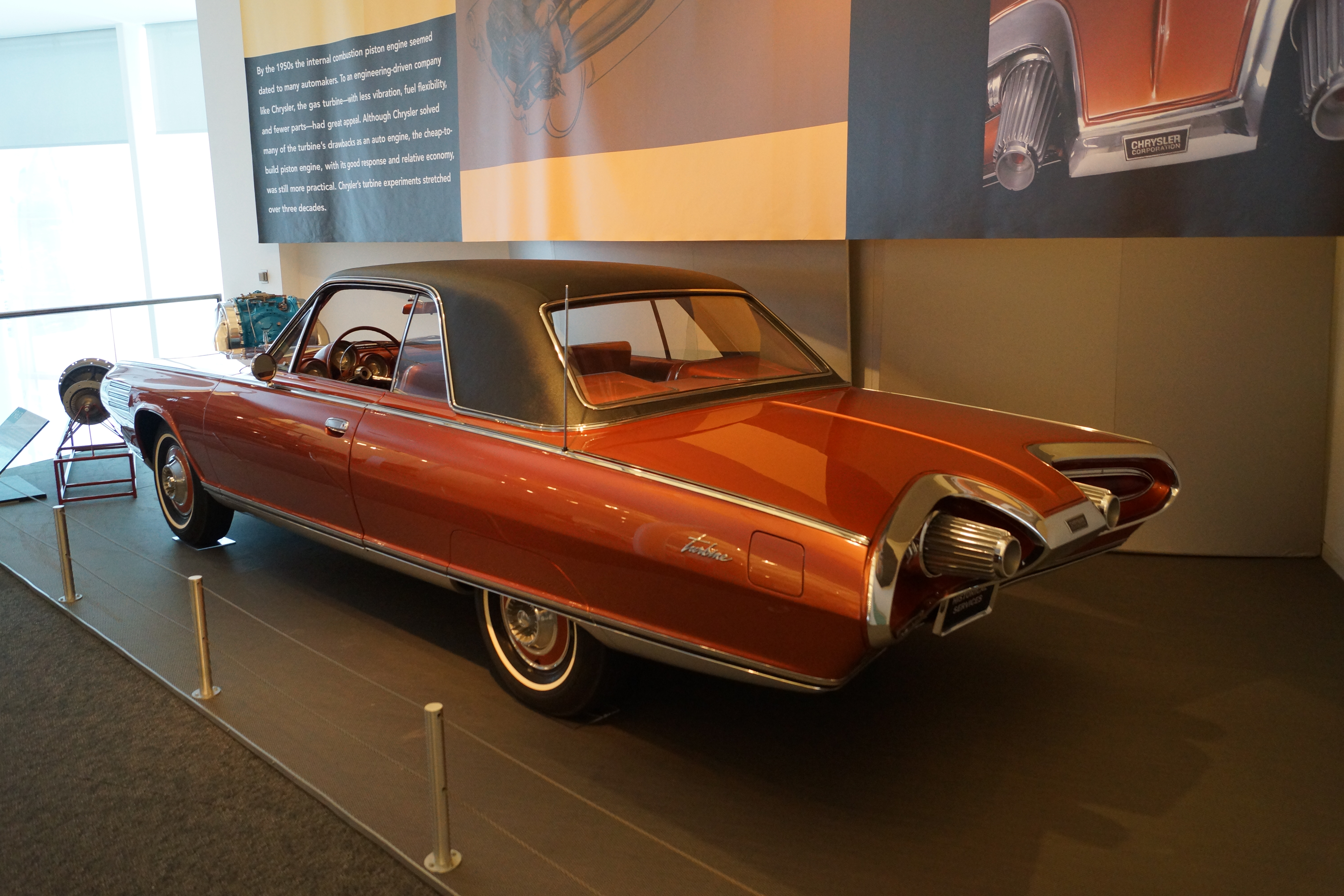
Chrysler Turbine

### 1963. Competición. Rover-BRM

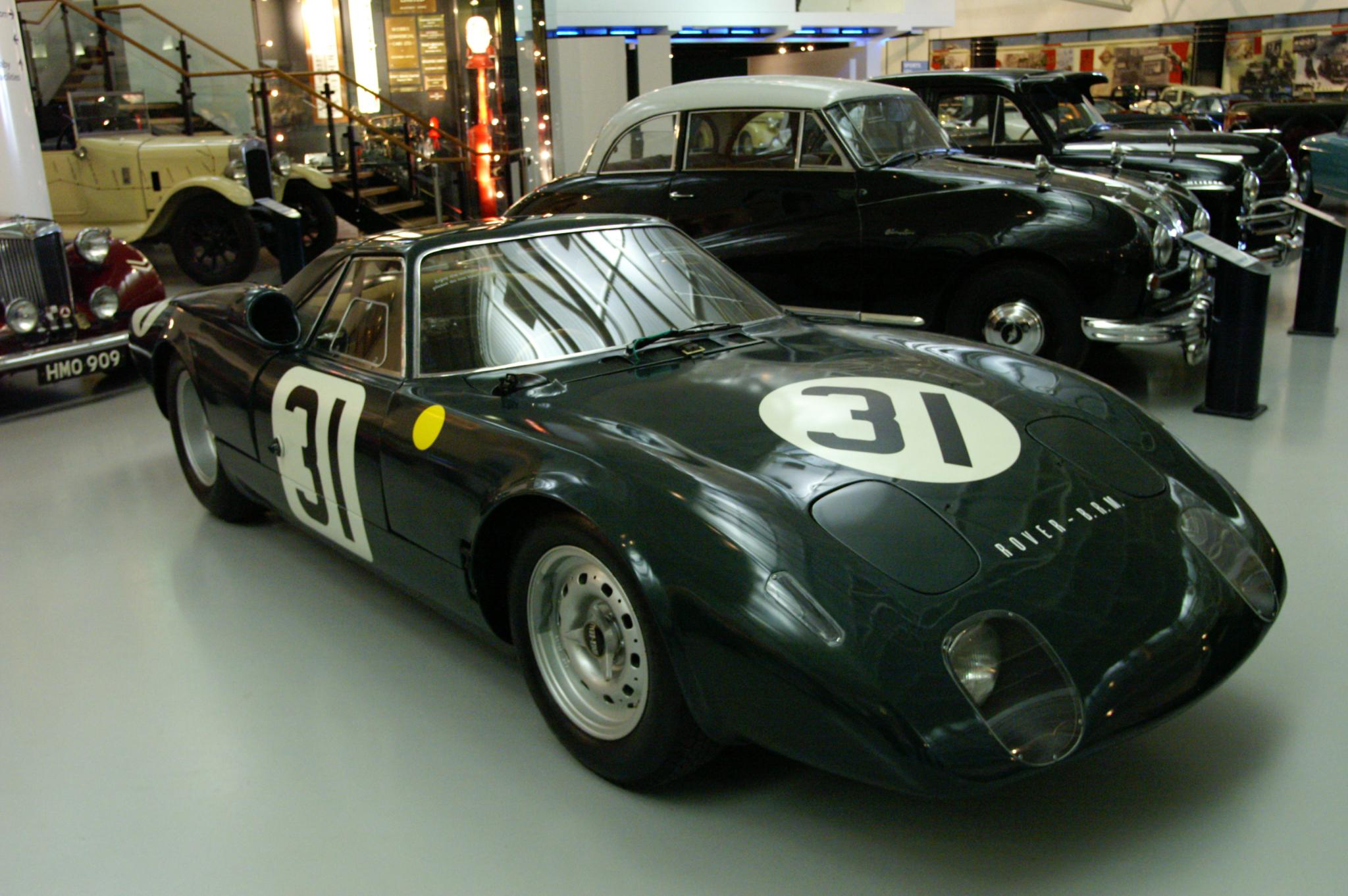
Rover-BRM con motor de turbina (1965)

- Turbina Rover. Simple compresor centrífugo accionado por la turbina del compresor, cámara de combustión única y turbina motriz del árbol de salida. Potencia 150 CV.
- Vehículo. Prototipo BRM abierto, adaptado a la turbina. El chasis se aprovechó del automóvil de F1 accidentado el año anterior por el piloto Richie Ginther. La carrocería se fabricó de aluminio, en forma de barqueta abierta.[29][30][31]
- Participó las 24 Horas de Le Mans fuera de competición, con el número 00.

### 1964-1965. Competición. Rover-BRM
La turbina fue modificada con dos discos cerámicos para recuperar calor, haciendo la función de intercambiadores de calor. En el año 1964 no participó en Le Mans, y en 1965 acabó la carrera con la mitad de consumo de combustible que en 1963.

### 1966. Competición. STP-Paxton Turbocar

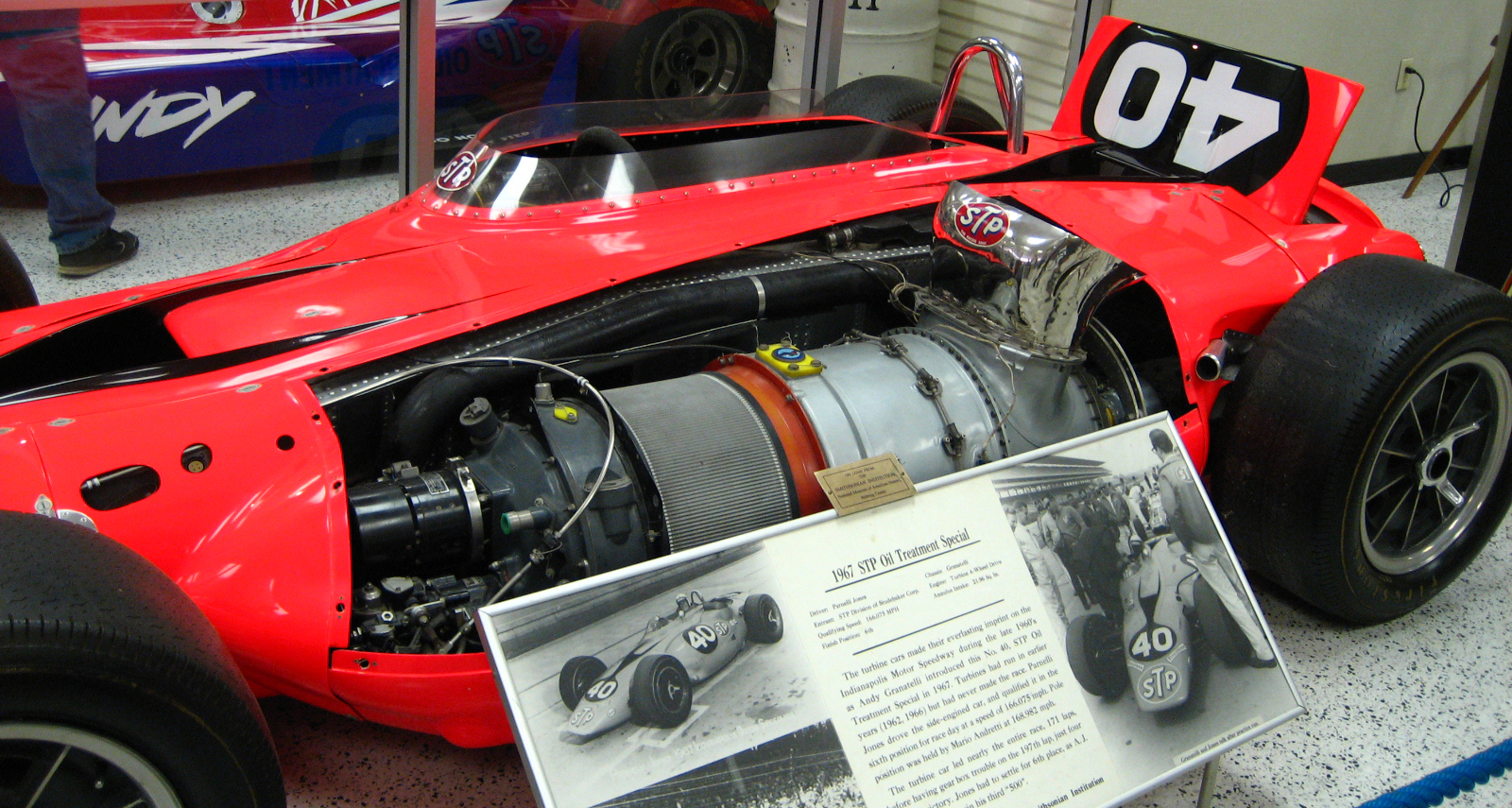
STP-Paxton Turbocar (1967)

En el año 1967, el piloto Parnelli Jones estuvo a punto de ganar la carrera de las 500 Millas de Indianápolis al volante de un coche de turbina. Se trataba de un automóvil de diseño nada convencional y completamente asimétrico. Proyectado por el ingeniero Ken Wallis, el motor se situaba a la izquierda del piloto y en paralelo al mismo. Dominó la carrera hasta que se tuvo que retirar por culpa del fallo de una almohadilla (que costaba seis dólares) a cuatro vueltas del final.
- La turbina era una Pratt & Whitney, modelo ST6B-62, fabricada en la factoría de United Aircraft of Canada Ltd. Destinada a aplicaciones industriales suministraba una potencia de 550 CV a 6200 rpm. El peso era de 262 libras (119 kg) y disponía de un certificado aeronáutico de 1000 horas entre revisiones.[32]
- Superficie de entrada de aire = 45 pulgadas cuadradas (290,32 cm²).

### 1968. Competición. Lotus 56

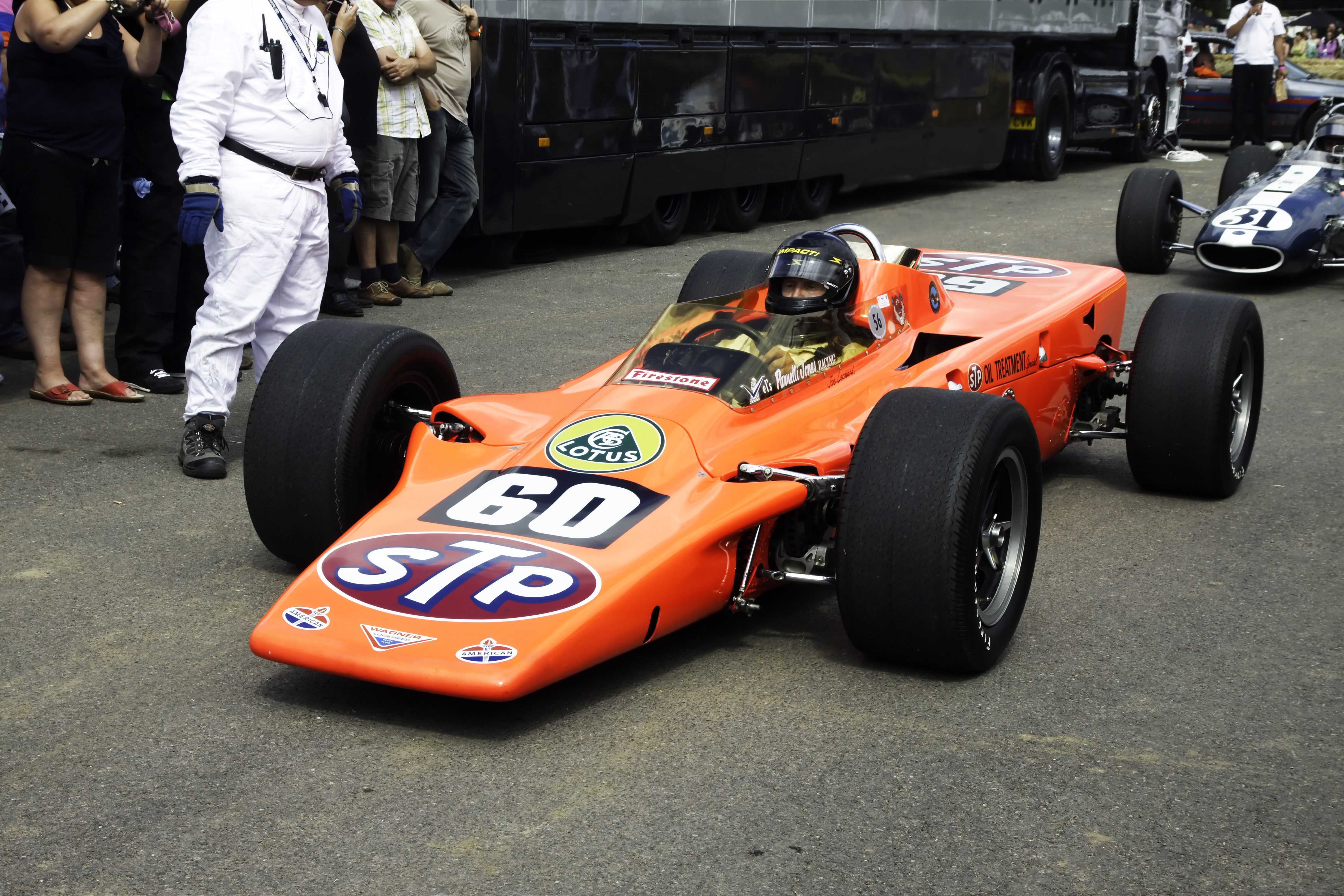
Lotus 56 STP Special (1968)

En el año 1968, el equipo formado por Andy Granatelli (patrocinador) y Colin Chapman y Maurice Philippe (director e ingeniero de Lotus, respectivamente) fabricacó un automóvil de competición para las carreras de fórmula Indy, con un motor de turbina y cuatro ruedas motrices. La turbina era de la United Aircraft y el sistema de transmisión de Ferguson.
El piloto Mike Spence murió en un accidente, probando este modelo de automóvil. A pesar de la desgracia, tres coches de turbina participaron en las 500 millas de Indianápolis. Conducidos por Graham Hill, Joe Leonard y Art Pollard. Leonard consiguió la primera posición de salida y dominar la carrera con facilidad, hasta que se le rompió el árbol de la bomba de combustible. A Pollard le pasó lo mismo. Finalmente Leonard pudo acabar 12º y Graham Hill 19º.
Un aspecto interesante es la superficie de entrada de aire a la turbina. Durante la carrera era de 15 pulgadas cuadradas, 96,77 cm². El año anterior, el límite del reglamento era de 45 pulgadas cuadradas, más del doble. Al final de temporada la USAC rebajó la superficie a 12 pulgadas cuadradas -77,42 cm²-, una forma de limitar la potencia de las turbinas.

### 1968. Competición. Howmet TX
El Howmet TX fue un automóvil de competición encargado por la Howmet Corporation, una compañía especializada en materiales de altas prestaciones. Diseñado por Bob McKee, disponía de un chasis tubular y una turbina Allison modelo 250C18 . La potencia era de 330 CV a 57.000 rpm. El árbol de salida, mediante un sistema de reducción, giraba a 670 rpm. El automóvil estaba clasificado como un prototipo del Grupo 6 (según la reglamentación de la época, equivalente a un motor convencional de 3 litros de desplazamiento). El conjunto pesaba 650 kg.

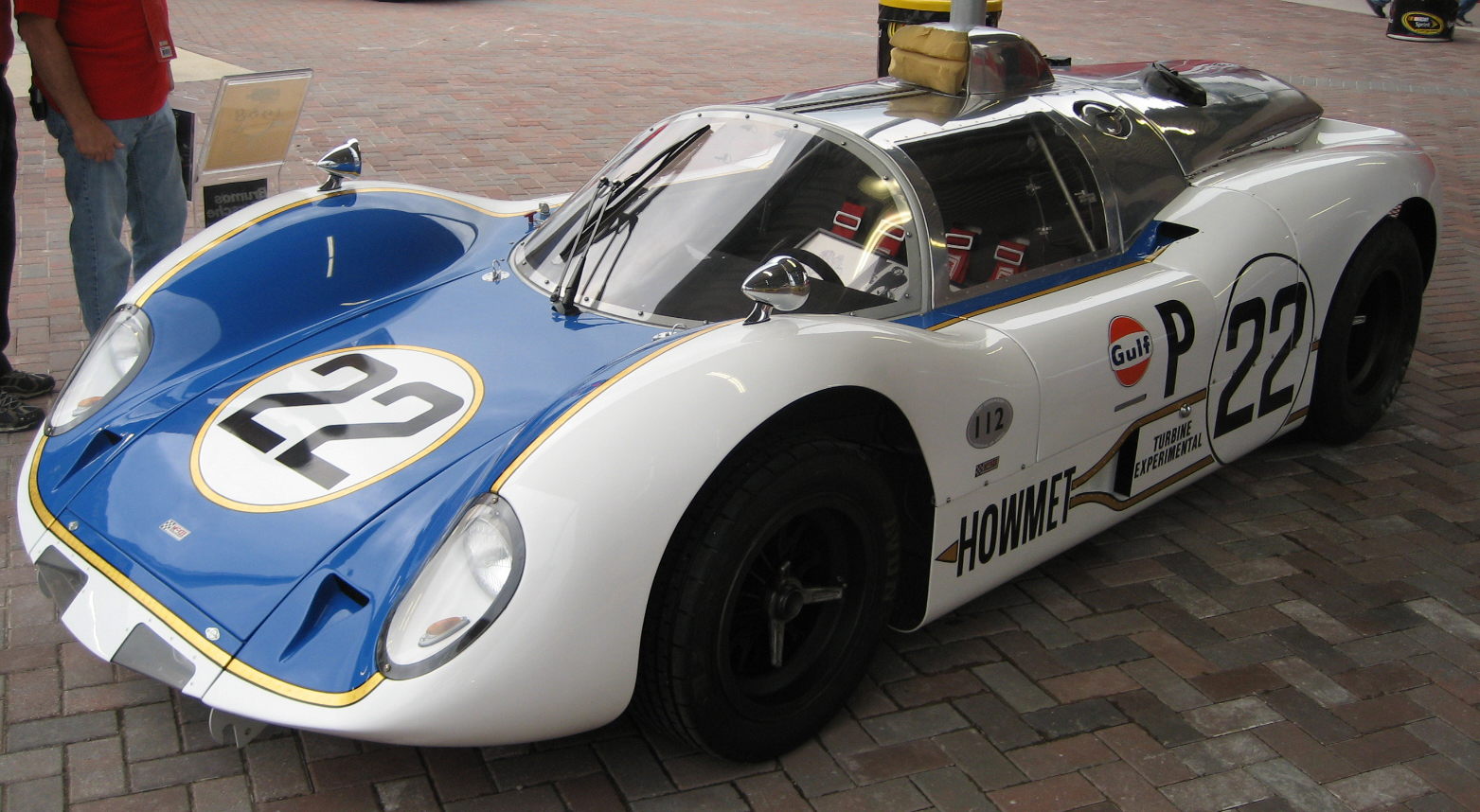
Howmet TX
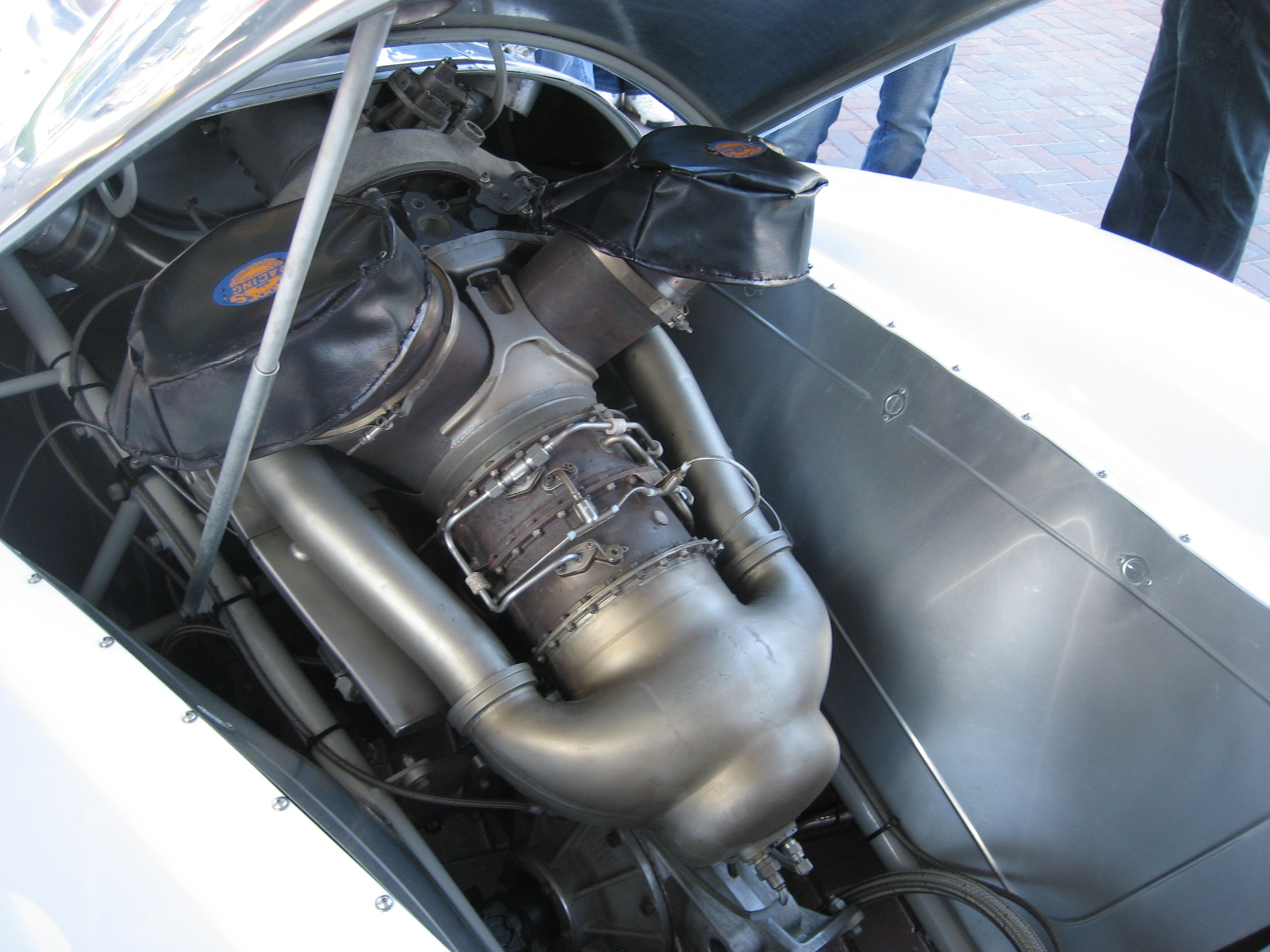
Turbina Allison 250C18 instalada en el chasis GTP3. Compárense las dimensiones con las del diferencial
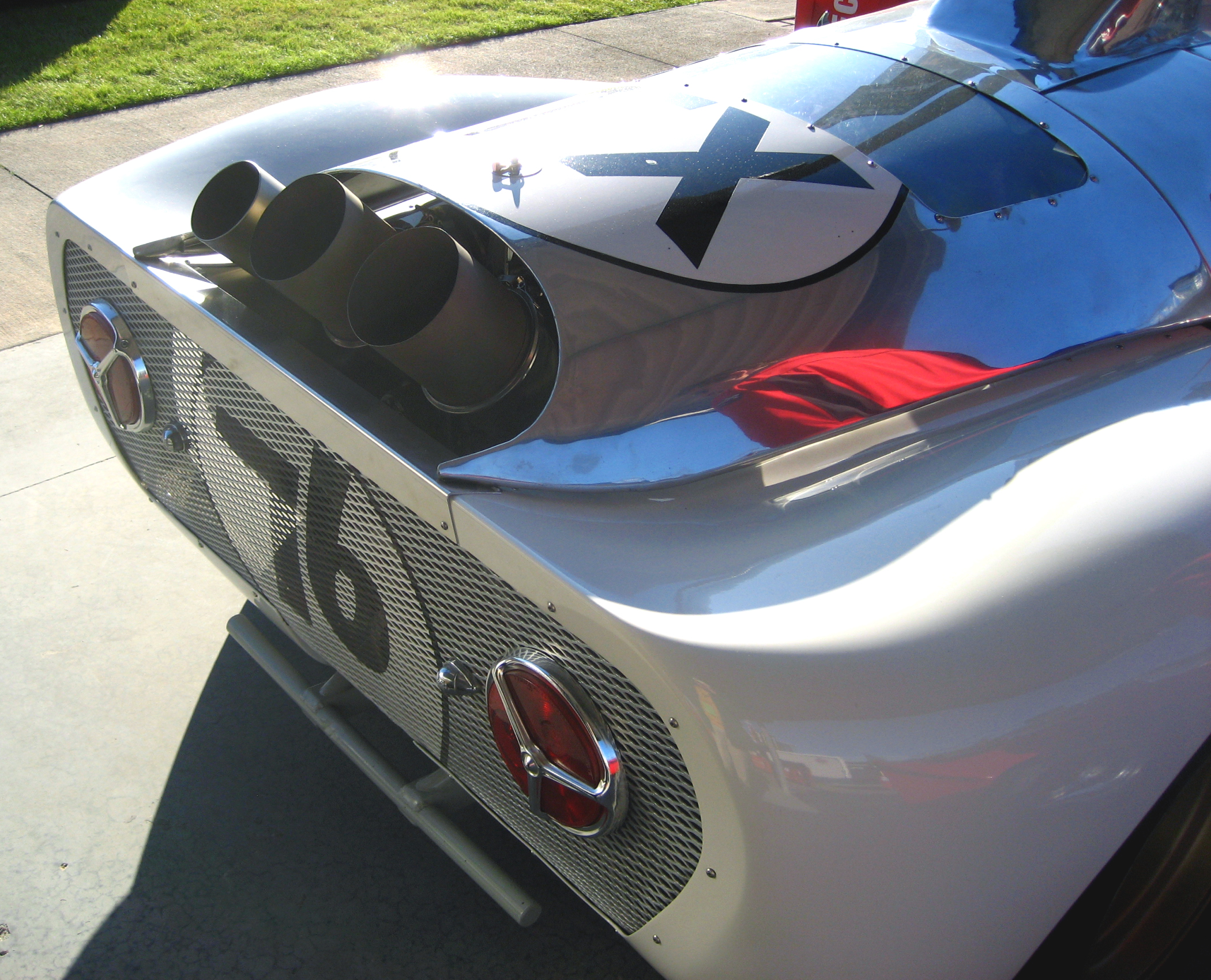
Sistema de escape. De izquierda a derecha: salida de la válvula de descarga, escape 1, escape 2

### 1970. AMC Hornet
Un automóvil Hornet, transformado con una turbina Williams, fue probado en la ciudad de Nueva York para determinar su rendimiento y el grado de contaminación. La operación estaba financiada por la National Air Pollution Control Administration (predecesora de la EPA, United States Environmental Protection Agency). El motor de turbina pesaba 113 kg y medía 660x406 mm. Proporcionaba una potencia de 81 CV (60 kW) a 4450 rpm. Los gases de escape eran poco contaminantes.

### 1971. Competición. Lotus 56B

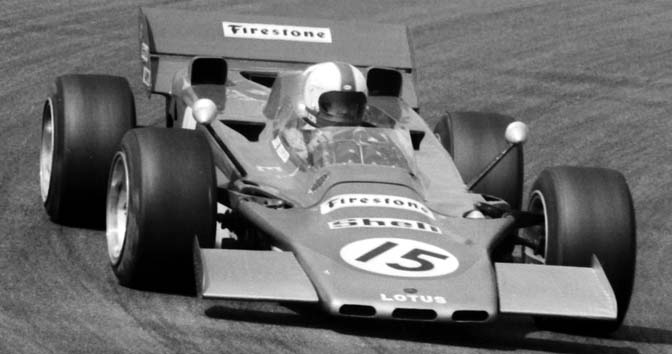
Un Lotus 56 B de F1, pilotado por David Walker en Zandvoort (1971)

El éxito del Lotus 56 en las 500 millas de Indianápolis hizo que Colin Chapman se decidiera a modificar el vehículo para adaptarlo al reglamento de la F1 de la época. Los motores convencionales de 4 tiempos estaban limitados a un desplazamiento de 3000 cc. La fórmula de equivalencia para los motores de turbina era relativamente compleja. Pratt & Whitney adaptó la turbina suprimiendo un rodillo del compresor axial (reduciendo la relación de compresión) y limitando el área de entrada de aire.
La potencia estimada era de 500 CV. El excesivo consumo exigía depósitos de combustible de 360 litros. Otros problemas importantes eran el retraso de respuesta del motor en la aceleración ("lag") y la ausencia de freno-motor en las frenadas. La carrocería suplementaba la forma de cuña del modelo 56 con un alerón integrado detrás y un alerón en la parte delantera.

### 1972. Volkswagen Kombi GT-70
Volkswagen desarrolló una turbina de gas para automoción, siguiendo las nuevas ideas que aceleraron el ritmo de la investigación acerca de la viabilidad de los motores de turbina en todo el mundo. El motor de prueba VW GT-70 estaba instalado en la parte trasera de un microbús Kombi, ocupando prácticamente el mismo espacio destinado al motor estándar de cuatro cilindros.

### 1975. Toyota Century Gas Turbine Hybrid

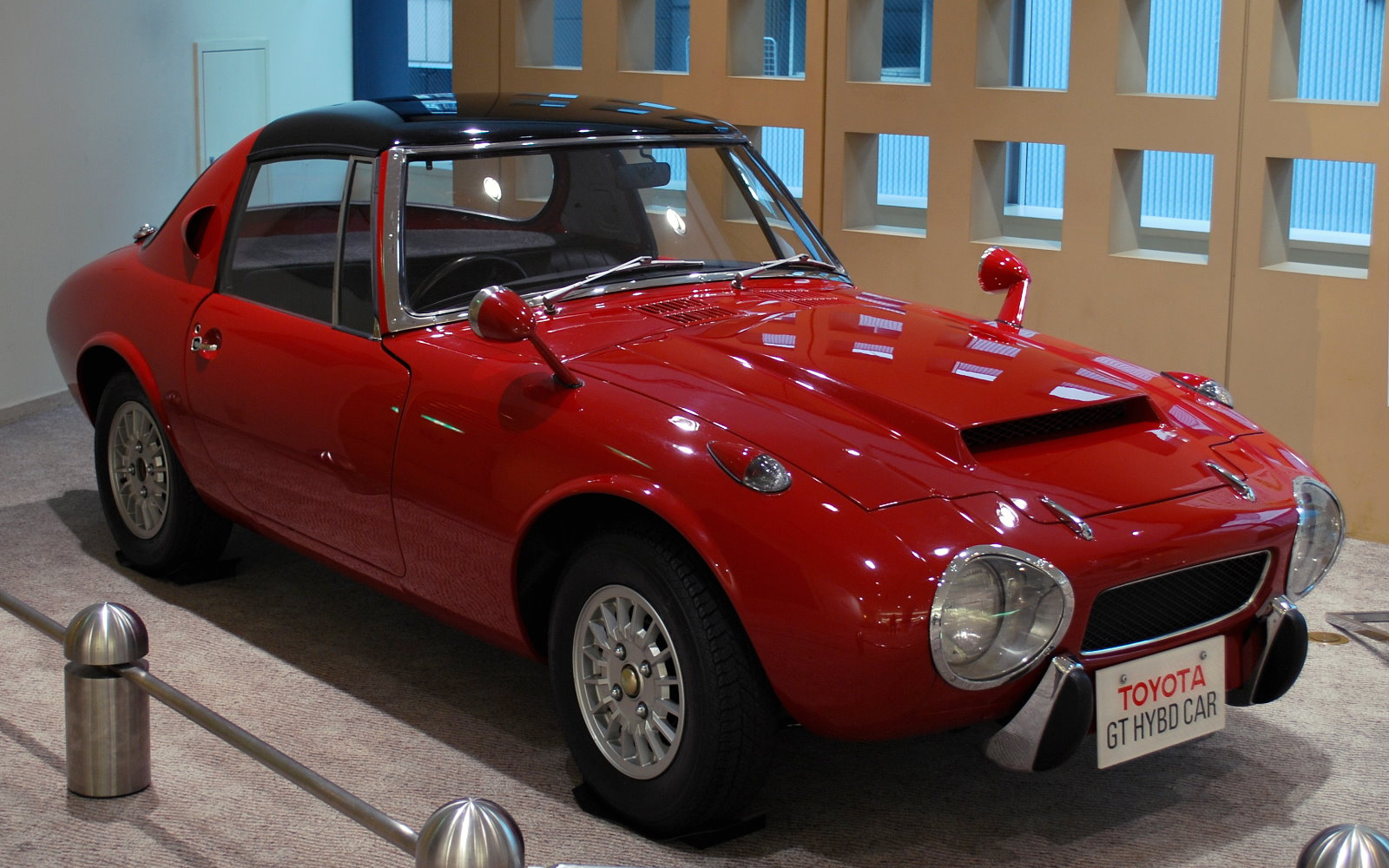
Toyota Sport-800 Gas turbine hybrid (1977)

A mediados de la década de 1960, el fabricante de automóviles japonés Toyota había comenzado a desarrollar su propia turbina de gas, considerando que podría integrarse eficazmente en un sistema híbrido basado en baterías, gracias a su ligereza y tamaño compacto. El resultado de casi diez años de trabajo se exhibió en el 21º Salón del Automóvil de Tokio de 1975, en el que la compañía presentó un Toyota Century como su primer automóvil de turbina experimental.

### 1979. Toyota Sports 800 Gas Turbine Hybrid
El Toyota Sports 800 Gas Turbine Hybrid fue un prototipo basado en el Toyota Sports 800, equipado con un motor de turbina de gas y mostrado por primera vez en el Salón del Automóvil de Tokio de 1979. El motor de turbina de gas, con una potencia de 30 HP (22 kW) estaba conectado a un generador, que alimentaba un motor eléctrico conectado a una caja de cambios de 2 velocidades.

### 1987. Toyota GTV
El Toyota GTV (Gas Turbine Vehicle) fue un concepto de vehículo de Toyota con un motor de turbina de gas.
Se mostró por primera vez en el Salón del Automóvil de Tokio de octubre de 1987.

Se trataba de un prototipo muy sofisticado basado en el Toyota Carina, programado inicialmente para ser producido a pequeña escala.
Utilizaba el motor Gas Turbine II, con una turbina de una etapa para accionar el compresor, mientras que una segunda turbina estaba conectada al eje de transmisión. A diferencia del Chrysler Turbine anterior, el GTV tenía una turbina de gas desacoplada (es decir, la salida era de una turbina separada) con un intercambiador de calor de dos etapas diseñado para reducir la temperatura de los gases de escape. La turbina del compresor giraba hasta 68.000 rpm, mientras que la turbina de salida alcanzaba las 65.000 rpm. Un regenerador aprovechaba el calor residual y lo transfería al aire entrante, aumentando la eficiencia del motor, que rendía una potencia máxima de 148 HP (110 kW) a 5300 rpm, y con un par máximo de 245,9 lb·pie (333 N·m).

### 1992. Volvo ECC

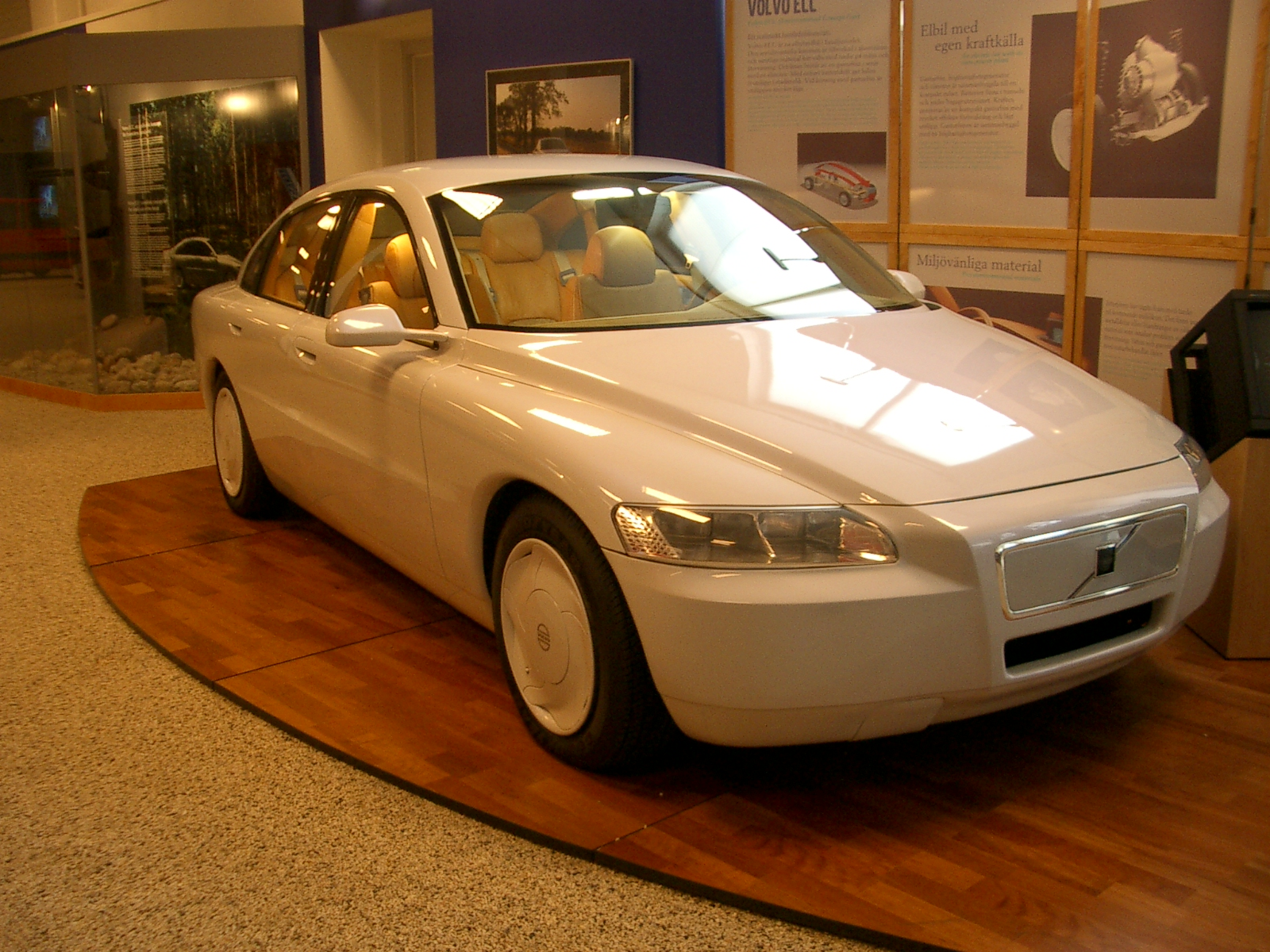
Volvo ECC.

El Volvo ECC (Environmental Concept car) es un sedán híbrido. El conjunto propulsor consta de un grupo de baterías eléctricas de níquel-cadmio (relativamente pequeño, con una tensión de 120 V), un motor eléctrico de 95 CV, una turbina de 55 CV y un generador eléctrico de 40 kW.
- La turbina fue diseñada en Suecia en el Royal Institute of Technology y gira a 50.000 rpm. Cumple con las estrictas normas sobre emisiones contaminantes del estado de California.
- El automóvil está basado en el Volvo 850. Con una velocidad máxima de 160 km/h (100 mph), tiene una autonomía de 668 km (415 millas) y un rendimiento de 5,3 L/100 km (45 millas por galón) a una velocidad de 88 km/h (55 mph).

### 1993. General Motors EV1 Series hybrid (Turbine)

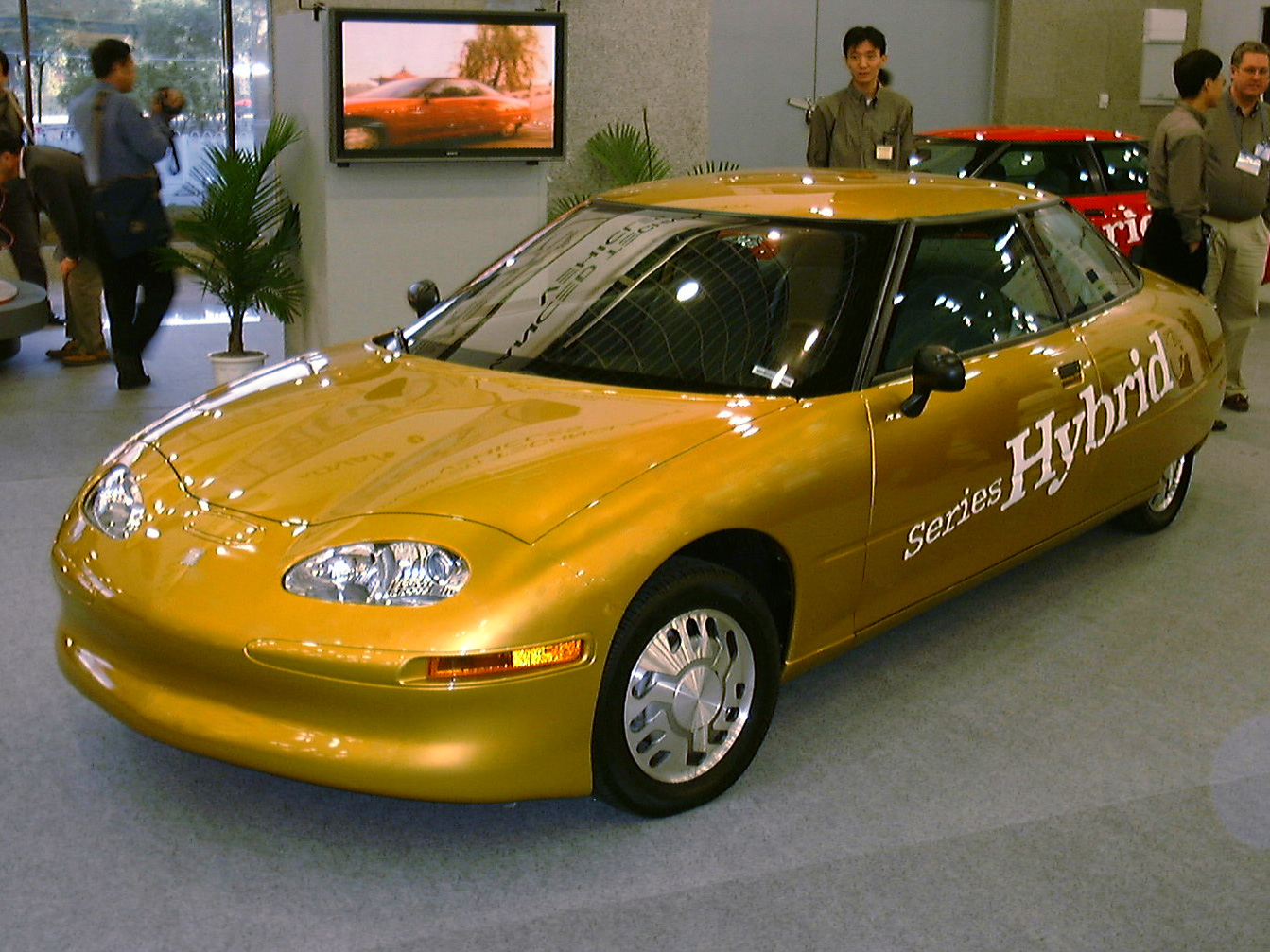
GMC EV1 Series hybrid

Este vehículo híbrido estaba basado en el vehículo eléctrico General Motors EV1, equipado con una turbina APU adaptada.
- La turbina era de Williams International. Con un árbol único y sistema de regeneración (por intercambiador del calor de los gases de escape), y estaba ensamblada a un generador de imán permanente.
- la turbina pesaba unos 100 kg y medía 51 cm de diámetro x 56 cm de largo.
- Giraba entre 100.000 y 140.000 rpm, y podía funcionar con varios combustibles: gasolina, queroseno o gas natural licuado.
- Depósito: 24,6 l. Autonomía: 627 km. Consumo 2,4-3,9 l/100 km.
- Aceleración: De 0 a 60 mph (96,6 km/h) en 9 segundos.

La turbina se ponía en marcha automáticamente cuando el nivel de carga de las baterías bajaba del 40%, generando 40kW, potencia suficiente para circular a 129 km/h y volver a cargar las baterías hasta el 50%.

### 2006. EcoJet Concept Car
El llamado EcoJet es un prototipo de automóvil diseñado para rodar con biodiésel. Fue el resultado de una colaboración entre Jay Leno y las empresas General Motors, Honeywell, Alcoa y BASF. Se trata de un vehículo propulsado por una turbina Honeywell LTS101 (antes
Lycoming LTS101).

### 2010. Jaguar C-X75

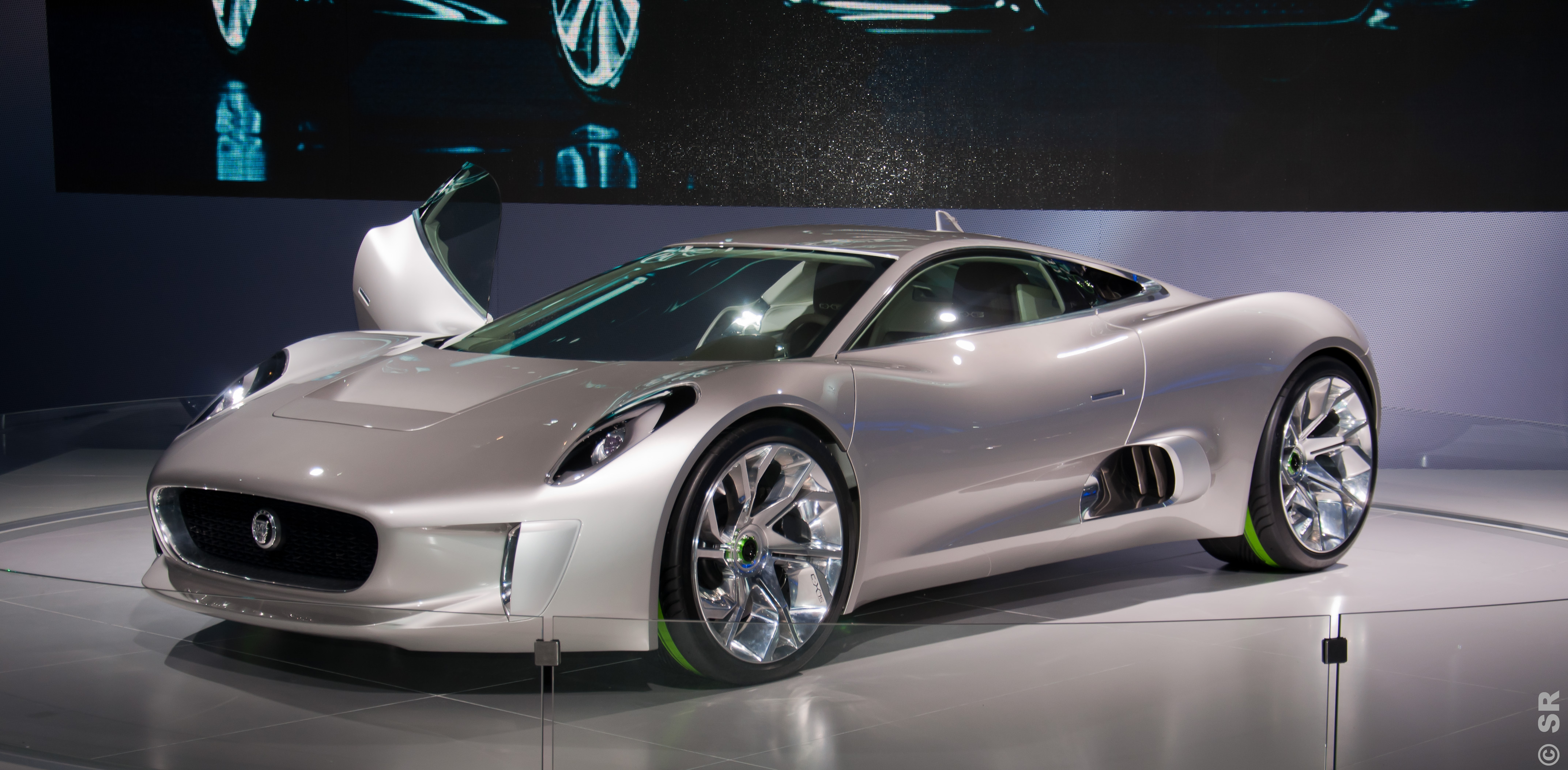
Jaguar C-X75

Este modelo de Jaguar estaba basado en un prototipo construido con un sistema híbrido de turbinas de gas. En los primeros ensayos se dispusieron turbinas de gas, generadores, baterías y motores eléctricos.
- Dos turbinas de gas y dos generadores girando a 80.000 rpm proporcionaban 140 kW para la carga de las baterías.
- Un motor eléctrico de 195 CV en cada rueda (4 en total) aseguraba la propulsión del vehículo. La potencia total sumaba 780 CV, con un par motor de 1600 N·m (1180 ft lb).

#### Prestaciones
- Velocidad máxima: Unos 330 km/h
- Aceleración: Desde 0 a 60 mph en 3,4 segundos.

#### Modelo presentado en público
El vehículo presentado en público no disponía de turbinas de gas. Fueron sustituidas por un motor de 4 cilindros, y solo las ruedas traseras tenían motores eléctricos.